# Led'
Il Led' (in russo Ледь?) è un fiume della Russia europea, affluente di sinistra della Vaga, nel bacino della Dvina settentrionale. Scorre nell'Oblast' di Arcangelo, nei rajon Pleseckij e Šenkurskij.

## Descrizione
La sorgente del fiume Led' si trova ad un'altitudine di oltre 200 m sul livello del mare, nella parte meridionale del distretto Pleseckij, vicino alla stazione ferroviaria di Led'ozero. Nel corso superiore scorre a nord-est, poi mediamente in direzione orientale. Nel corso inferiore forma numerose lanche. La larghezza del canale arriva a 15 m nel corso superiore e a 25-41 m nel corso inferiore. Lungo il suo corso ci sono piccoli insediamenti. Sfocia nella Vaga a 98 km dalla foce. Ha una lunghezza di 184 km, il suo bacino è di 2 690 km².
Il maggior affluente è la Tarnja (lungo 100 km) proveniente dalla destra idrografica. Gela da ottobre-novembre, sino alla seconda metà di aprile - inizio maggio.
Il Led' attraversa la strada M8 «Cholmogory» a 10 chilometri dalla foce.